# Camille Dumoulié
Camille Dumoulié (né le 29 octobre 1955) est un essayiste français, professeur émérite de littérature comparée.

## Biographie
Camille Dumoulié suit des études de philosophie et de Lettres à l'Université Paris-Sorbonne (Paris IV), où, après un doctorat dit « nouveau régime », il soutient une thèse d'État intitulée Nietzsche et Artaud, penseurs de la cruauté : du héros de la tragédie à l'héroïsme tragique (1987) dirigée par Pierre Brunel. Agrégé des Lettres modernes, il enseigne d'abord en lycées et collèges, puis, comme maître de conférences de Littérature comparée, à  l'Université de Bourgogne, et, ensuite, comme professeur à l'Université Strasbourg II. En 1996, il devient professeur de  Littérature comparée à l'Université Paris-Nanterre. Il crée l’Équipe Universitaire « Littérature & Idée » en 2000, ainsi que la collection du même nom aux Éditions Desjonquères. En 2005, il fonde l’Équipe d’Accueil «Littérature et  poétique comparées» qu'il dirige jusqu'en 2015, et crée la revue en ligne du centre : Silène.
Ses domaines de recherche comprennent des études sur les rapports entre littérature, philosophie et sciences humaines ; la mythocritique ; l’histoire du théâtre ; ainsi que des études comparatistes portant sur les formes romanesques modernes et contemporaines. Il a dirigé de nombreux programmes d'échange, et a été associé à divers partenariats internationaux entre la France, l'Italie, le Brésil, la Colombie et l'Argentine.

### Ouvrages
- Nietzsche et Artaud. Pour une éthique de la cruauté, PUF, « Philosophie d’aujourd’hui », 1992.
- Don Juan ou l’héroïsme du désir, PUF, coll. « Écriture », 1993.
- Cet obscur objet du désir. Essai sur les amours fantastiques, Éditions L'Harmattan, coll. « Psychanalyse et civilisation », 1995.
- Antonin Artaud, Éditions du Seuil, coll. « Les contemporains », 1996.
- Le désir, Armand Colin, coll. « Cursus-philosophie », 1999 ; 2e édition mise à jour : Dunod, 2019.
- Littérature et philosophie. Le gai savoir de la littérature, coll. « U », Armand Colin, 2002.
- Artaud, la vie, « Littérature & Idée », Desjonquères, 2003.
- Fureurs. De la fureur du sujet aux fureurs de l’histoire, Anthropos-Economica, Paris, 2012.

### Direction d'ouvrages
- Mythes et littérature. Le Désir, Littérales, Cahiers du Département de français, no 24, Université de Paris X-Nanterre, 1999.
- Le Mythe en littérature. Mélanges offerts à Pierre Brunel, en collaboration avec Yves Chevrel, PUF, coll. « Écriture », 1999.
- Les Théâtres de la cruauté. Hommage à Antonin Artaud, Éditions Desjonquères, 2000.
- Fascinations musicales. Musique, littérature et philosophie, Éditions Desjonquères, 2006.
- Le corps et ses traductions, en collaboration avec Michel Riaudel, Éditions Desjonquères, 2008.
- La fabrique du sujet. Histoire et poétique d’un concept, Éditions Desjonquères, 2011.
- Citoyenneté, mobilité et territoires, en collaboration avec Carole Boidin. Actes du colloque international de Nanterre des 28 et 29 novembre 2012 : Roms, Tsiganes, Gens du voyage. Citoyenneté, mobilité et territoires, in Etudes Tsiganes, Revue trimestrielle, n° 52 & 53, quatrième trimestre 2014/premier trimestre 2015.
- Croisement d’écritures. France-Italie. Hommage à Jean-Paul Manganaro, en collaboration avec Anne Robin et Luca Salza, Editions Mimésis, 2015.
- Littérature et philosophie, in Le Comparatisme comme approche critique. Littérature, arts, sciences humaines et sociales, dir. Anne Tomiche, Tome 2, Éditions classiques Garnier / Corlet, coll. « Rencontres », 2017.

### Direction de publications en ligne
- Identité, image et représentation dans les espaces francophones et anglophones, en codirection avec Mounira Chatti et Kim Sang Ong-Van-Cung, revue Silène, 23/12/2010[2]
- O Corpo e suas traduções [Le corps et ses traductions], en collaboration avec Michel Riaudel, revue Silène, 10/09/2011[3]
- Les lettres francophones, hispanophones, lusophones et la latinité, en collaboration avec Jean-Marc Moura, revue Silène, 14/09/2011[4]
- L’esprit latin souffle-t-il encore sur la pensée ?, revue Silène, 14/05/2012[5]
- Eros latin,  en collaboration avec Carlo Vecce, [http://opar.unior.it/1865/ Naples],  Università degli Studi di Napoli « L’Orientale », 20/08/2014 (Edition italienne et multilingue)[6] ; revue Silène, Université Paris-Nanterre, 03/11/2015 (Edition française).
- Les Maudits sous les tropiques, en collaboration avec Eliane Robert Moraes, revue Silène, 25/02/2016[7] ; édition en portugais : Malditos nos trópicos in Teresa. Revista de literatura brasileira, n° 15, Université de São Paulo, 2015[8]
- Poétique des marges dans l’espace littéraire et culturel franco-brésilien. Poética das margens no espaço literário e cultural franco-brasileiro (éd. bilingue), en collaboration avec Eliane Robert Moraes, revue Silène, 19/09/2020[9]